# Prohydata completa
Prohydata completa är en fjärilsart som beskrevs av Paul Dognin 1912. Prohydata completa ingår i släktet Prohydata och familjen mätare. Inga underarter finns listade i Catalogue of Life.